# Ботелья, Исаак
Исаак Ботелья Перес де Ландасабаль (исп. Isaac Botella Pérez de Landazábal, род. 12 июня 1984 года, Эльче, Испания) — испанский гимнаст. Участник Олимпийских игр 2008 и 2012 годов.

## Результаты
На Олимпийских играх 2008 года принимал участие:
- в квалификационных соревнованиях в индивидуальном первенстве. Был 33-м в вольных упражнениях, 36-м — на кольцах, 59-м — на коне. В отличие от этих упражнений, в опорном прыжке Ботелья прошёл в финал, где стал восьмым;
- в квалификационных соревнованиях в командном первенстве, в которых сборная Испания заняла 11-е место.

В 2009 году на чемпионате мира по спортивной гимнастике Ботелья стал в опорном прыжке шестым.